# Akutnost
Akútnost pomeni v medicini nagel razvoj bolezenskih znakov; akutna bolezen je tista, ki se hitro razvije, hitro poteka in lahko tudi hitro izgine. Nasprotje akutnosti je kroničnost; subakutnost pa predstavlja stanje med akutnim in kroničnim. Izraz se nanaša na kratko trajanje bolezni, vendar je trajanje odvisno od same bolezni; na primer akutni miokardni infarkt lahko traja en teden, medtem ko akutno vnetje žrela lahko traja le dan ali dva.